# Núria de Gispert i Català
|  | Per a altres significats, vegeu «Núria Gispert i Feliu». |

Núria de Gispert i Català (Barcelona, 6 d'abril de 1949) és una política i advocada catalana, presidenta del Parlament de Catalunya entre el 2010 i 2015 i Presidenta de l'Associació d'Antics Diputats del Parlament de Catalunya des de 2016.

## Biografia
Casada i amb quatre fills, Núria de Gispert és la filla del també polític i advocat Ignasi de Gispert i Jordà, i rebesneta de Dorotea de Chopitea, protectora i benefactora de diversos ordes catòlics. De Gispert es va llicenciar en dret per la Universitat de Barcelona i té el títol d'interpretació jurada pel Ministeri d'Afers Exteriors. Va exercir d'advocada des del 1971 fins al 1973 fins que va ingressar al cos de funcionaris de la Diputació de Barcelona el 1974, per passar al de la Generalitat més endavant, el 1980.
És col·legiada, sense exercici, del Col·legi d'Advocats de Barcelona, i per la seva tasca com a lletrada, va rebre la Creu d'honor de Sant Ramon de Penyafort (1998), la Creu al Mèrit al Servei de l'Advocacia Espanyola (2002) i la Medalla del Col·legi d'Advocats de Barcelona (2004). També és membre de l'Acadèmia de Jurisprudència i Legislació de Catalunya des del 2006 i defensora del mutualista a la Mútua dels Advocats des de 2005.

### Trajectòria política
És militant d'Unió Democràtica de Catalunya des del 1986 i membre de la Federació de Convergència i Unió. En el si de la seva formació política ha estat presidenta de l'executiu de Barcelona ciutat, secretaria general d'UDC, presidenta de la Mesa del Consell Nacional i membre permanent del Consell de Govern. També ha estat vicepresidenta de Relacions Institucionals del Comitè de Govern d'UDC i membre del Consell Nacional.
La seva primera implicació amb l'administració catalana va ser com a secretària general de Justícia i de Governació (1984-1993) i com a vicepresidenta del Comitè Director per a l'Organització de l'Administració de la Generalitat de Catalunya (1993-1994).
El president de la Generalitat, Jordi Pujol la va incloure en el Govern de Catalunya com a consellera de Justícia en substitució d'Antoni Isac i Aguilar en una remodelació del Govern que hi va haver l'1 de gener de 1995. Va exercir aquest càrrec fins al 5 de febrer de 2001, quan va substituir a Josep Antoni Duran i Lleida com a conseller de Governació arran dels ajustos en el govern que hi va haver arran de la dimissió com a membre de l'executiu català de Duran i Lleida. Un any després, una nova remodelació del Govern la va dur de nou a Justícia, aquest cop però al capdavant del Departament de Justícia i Interior en una unificació de les dues àrees. En el seu pas pel Govern, va presidir la part catalana de la Comissió Mixta de Transferències Estat-Generalitat.
El 2003 va deixar de ser consellera de la Generalitat, però la seva activitat política va seguir com a diputada al Parlament de Catalunya en la VII legislatura on va presidir la Comissió de Justícia i va ser ponent en la redacció de l'Estatut d'Autonomia de Catalunya de 2006.
En les eleccions al Parlament de Catalunya de 2006 va tornar a ser escollida diputada i Convergència i Unió la va proposar com candidata a presidir la cambra, tot i que Ernest Benach va guanyar la confiança de la majoria dels diputats per tornar a ser reelegit. En els comicis de 2010 va tornar a presentar-se a la candidatura de CiU per Barcelona i va resultar de nou escollida com a parlamentària. En la sessió constitutiva del Parlament en la IX legislatura, el 16 de desembre de 2010, va ser elegida presidenta de la cambra, essent la primera dona a ocupar aquest càrrec.

### Presidència del Parlament
Va iniciar el seu mandat com a presidenta del Parlament de Catalunya, proposant Artur Mas com a candidat a presidir la Generalitat. En el si de la IX legislatura, la més curta de la història del Parlament català, va promoure juntament amb la Mesa de la cambra el lliurament de 6 milions d'euros al Govern de la Generalitat que la cambra havia estalviat o la reducció del pressupost del Parlament d'un 12,34% per l'any 2011 en sintonia amb la negativa situació econòmica del país.
Va protagonitzar algunes anècdotes que van rebre algunes crítiques per part d'algunes forces polítiques o sectors, com quan es va disfressar de fada per a una entrevista a un diari o quan va insinuar que les retribucions dels diputats del Parlament eren insufcients.
El 2012 el Parlament va ser dissolt arran de la convocatòria d'eleccions anticipades en les quals De Gispert es va presentar resultant de nou escollida diputada a la cambra per la candidatura de CiU. En l'inici de la X legislautra, el 17 de desembre de 2012, va ser reelegida en el càrrec i l'endemà mateix va proposar com a candidat a la reelecció a la presidència de la Generalitat al president en funcions, Artur Mas.

### Trajectòria posterior
El 2015 impulsa juntament amb altres antics membres d'Unió com Antoni Castellà o Joan Rigol el partit Demòcrates. El març del 2016 fou escollida Presidenta de l'Associació d'Antics Diputats del Parlament.
El 2018 es presenta a les Primàries Catalunya per a l'alcaldia de Barcelona, oferint-se per tancar la llista que en resulti. Tant en la 1a com en la 2a volta queda en 3a posició.
Va ser guardonada amb la Creu de Sant Jordi l'any 2019 «en agraïment a la seva tasca com a 13a presidenta del Parlament de Catalunya durant gairebé cinc anys». Pocs dies després de fer-se públic el guardó, i arran d'una piulada que va generar polèmica, va posar a disposició del govern la Creu de Sant Jordi en una carta oberta, acceptant-ne aquest la renuncia a continuació.